# Leonard C. Cockayne
Leonard Cockayne (Sheffield, 7 de abril de 1855 – 8 de julho de 1934) foi um botânico britânico.
Foi eleito Membro da Royal Society em 1912. Recebeu a Medalha Hector de 1912.

## Publicações
- New Zealand Plants and Their Story, 1910
- Observations Concerning Evolution, Derived from Ecological Studies in New Zealand
- Vegetation of New Zealand
- Trees of New Zealand (com E. Phillips Turner)
- Report on the dune-areas of New Zealand: their geology, botany and reclamation.
- Report on a botanical survey of Stewart Island